# Nieuw Verlaat (sneltramhalte)
Nieuw Verlaat is een sneltramhalte van de Rotterdamse metro in het westen van de wijk Zevenkamp. De halte wordt bediend door metrolijn B en werd geopend op 19 april 1984. De halte is eenvoudig ingericht en bestaat uit twee perrons op maaiveldniveau. Er bevinden zich geen tourniquets op dit station.
De metro's die hier komen hebben als eindbestemming Steendijkpolder/Hoek van Holland Strand en Nesselande. De laatste metro's rijden niet verder dan Alexander (richting Hoek van Holland).
In 2005 werd de halte gemoderniseerd en kreeg het de nieuwe huisstijl die op alle metrostations van de RET te zien is.
Nesselande · De Tochten · Ambachtsland · Nieuw Verlaat · Hesseplaats · Graskruid · Alexander  · Oosterflank · Prinsenlaan · Schenkel · Capelsebrug · Kralingse Zoom · Voorschoterlaan · Gerdesiaweg · Oostplein · Blaak  · Beurs · Eendrachtsplein · Dijkzigt · Coolhaven · Delfshaven · Marconiplein · Schiedam Centrum  · Schiedam Nieuwland · Vlaardingen Oost · Vlaardingen Centrum · Vlaardingen West · Maassluis Centrum · Maassluis West · Steendijkpolder · Hoek van Holland Haven · Hoek van Holland Strand